# فرانکو منیچلی
فرانکو منیچلی (به انگلیسی: Franco Menichelli) ژیمناست زادهٔ ۳ اوت ۱۹۴۱ میلادی اهل کشور ایتالیا است.